# Zbocza Płutowskie (Natura 2000)
Zbocza Płutowskie (kod PLH040040) – specjalny obszar ochrony siedlisk sieci Natura 2000, zlokalizowany na terenie województwa kujawsko-pomorskiego. Obszar obejmuje powierzchnię  1011,37 ha. Teren wyznaczony został w celu długotrwałego zabezpieczenia naturalnych siedlisk życia oraz populacji zagrożonych wymarciem gatunków zwierząt (z wyłączeniem ptaków) takich jak:
barczatka kataks Eriogaster catax oraz 
modraszek nausitous Maculinea (Phengaris) nausithous.

## Siedliska pod ochroną(zkodem siedlisk)
- 6210 murawy kserotermiczne (Festuco-Brometea i ciepłolubne murawy z Asplenion septentrionalis Festucion pallentis)
- 6510 niżowe i górskie świeże łąki użytkowane ekstensywnie (Arrhenatherion elatioris),
- 6520 górskie łąki konietlicowe użytkowane ekstensywnie (Polygono-Trisetion),
- 9170 grąd środkowoeuropejski i grąd subkontynentalny (Galio-Carpinetum, Tilio-Carpinetum),
- 91E0 łęgi wierzbowe, topolowe, olszowe i jesionowe (Salicetum albo-fragilis, Populetum albae,Alnenion glutinoso-incanae) i olsy źródliskowe,
- 91F0 łęgowe lasy dębowo-wiązowo-jesionowe (Ficario-Ulmetum),